# Chaetogaedia desertorum
Chaetogaedia desertorum là một loài ruồi trong họ Tachinidae.